# Stefano Guerrato
Stefano Guerrato (Brescia, 2 ottobre 1997) è un pallanuotista italiano, difensore dell'AN Brescia.

## Palmarès

### Club
- Coppe LEN: 1

AN Brescia: 2015-2016
- Coppe Italia: 1

AN Brescia: 2023-2024

### Nazionale
- Universiadi

Chengdu 2023: 